# František Farský
František Farský, křtěný František (16. února 1846 Roprachtice – 23. ledna 1927 Praha) byl český agronom, agrochemik, entomolog, středoškolský profesor a spisovatel. Působil jako dlouholetý ředitel Vyšší hospodářské školy v Táboře.

## Život
Narodil se v Ruprechticích nedaleko Liberce (pozdější součást města) v severních Čechách v rodině Michala Farského a jeho ženy Anny rodem Noskové.. Studoval na reálce v Liberci v letech 1866–1870 chemický odbor, dále pak polní hospodářství na zemské polytechnice v Praze, kde pak působil jako asistent prof. Vojtěcha Šafaříka. Vedle prací v oboru obecné a analytické chemie se zabýval petrografickými pracemi a hospodářsko-chemickými rozbory. Roku 1872 stal se učitelem chemie na vyšší reálné škole v Rakovníku a roku 1873 byl jmenován profesorem chemie, přírodních nauk a technologie na Vyšší hospodářské škole v Táboře. Roku 1876 se pak stal ředitelem školy. Na základě jeho žádosti byla roku 1875 založena při ústavu Hospodářská stanice pro výzkumy, orientované na výzkum v rostlinné a živočišné výrobě. Ústav zdárně rozvíjel a zasloužil se o jeho povýšení na akademii roku 1900. Roku 1908 byl jmenován státním inspektorem zemědělských škol.
V Táboře byl činný ve spolkovém a společenském životě: mj. dal podnět k založení měst. muzea a byl činný v obecním zastupitelstvu. Za svého důchodového odpočinku v Praze pracoval na obsáhlém historickém díle Dějiny hospodářského školství v Čechách. Za svou vědeckou činnost byl jmenován čestným doktorem technických věd na Vysokém učení technickém v Praze, dopisujícím členem Královské české společnosti nauk, čestným členem společnosti Československé akademie zemědělské, čestným občanem města Tábora, čestným členem Přírodovědeckého klubu, Jednoty profesorů a učitelů zemědělských a další.
Byl literárně činný, vedle vlastních odborných děl publikoval v řadě odborných periodik.
Zemřel 23. ledna 1927 v Praze.